# Ditkowce
Ditkowce, Dydkowce (ukr. Дітківці) – wieś na Ukrainie w rejonie tarnopolskim należącym do obwodu tarnopolskiego.
W Ditkowcach urodzili się synowie dr. Adolfa Sterschussa (1835–1913, doktor medycyny) i Róży z domu Goldhaber: Jan (ur. 1870, doktor medycyny), Michał (ur. 1871, lekarz), Adolf (1873-1915, urzędnik skarbowy, żołnierz Legionów Polskich.
Do 2020 w rejonie zborowskim.